# مونتاغوت إي أويكس
بلدية مونتاغوت إي أويكس (بالإسبانية: Montagut y Oix) هي بلدية تقع في مقاطعة جرندة التابعة لمنطقة كتالونيا شمال شرق إسبانيا.

## الديموغرافيا
بلغ عدد سكان بلدية مونتاغوت إي أويكس 983 نسمة عام 2011 (وفقاً للمعهد الوطني الإسباني للإحصاء).
| 771 | 781 | 826 | 875 | 940 | 971 | 983 |